# 明石志賀之助
明石志賀之助（日语：／ Akashi Shiganosuke；？—？），本名山内志賀之助，日本江戶時代相撲力士，也是第一代橫綱。

## 來歷
他出身下野國宇都宮（現櫪木縣宇都宮市），幼名鹿之介，是藩士山内典膳之子。
據民間傳說，在1624年他參加了在東京的四谷相撲比賽，並即時成為明星，讓相撲組織者第一次獲取收入，並被第三代將軍德川家光援予日下開山（天下無雙、太陽之下聳立的高山）的稱號。
他也是日本有史以來最高大的相撲力士，高251.5厘米，重185公斤。